# Домородачка права
Домородачка права или закон домородачких народа је скуп међународних правних одредаба чији је циљ заштита 370 милиона људи који чине аутохтони народи. 
Ова дисциплина жели да заштити начин рада друштвених, економских и политичких организација, као и њихове политичке, социјалне, економске и културне концепције захваљујући прилагођеном и глобално признатом правном оквиру.

## Сврха декларације
Због прошлости и сталног насиља и злостављања домородачких појединаца и народа, Уједињене нације су креирале ову законски необавезујућу декларацију као смерницу за поступање са старосједиоцима и народима.
Ова декларација је резолуција, што значи да није документ који доноси закон. Аутохтони људи се не сматрају државом и немају право на заштиту међународног права путем међународног суда правде. Члан 40. каже да домородачки народи имају право на правичне поступке за решавање сукоба и спорова са државама или другим странама, јер домородаци не могу користити Међународни суд правде.

## Права староседилачких народа
Декларација о правима староседилачких народа усвојена је дана 13. септембра 2007. године у Њујорку од стране Генералне скупштине Уједињених нација (УН).
Резолуција је усвојена након 20 година преговора, упркос противљењу Сједињених Држава, Канаде, Аустралије и Новог Зеланда. 
Ова резолуција није правно обавезујућа, али представља стварни напредак. Поред тога, Конвенција 169 Међународне организације рада, која је обавезујућа, наглашава права ових народа. 